# Ozark, Missouri
Ozark är administrativ huvudort i Christian County i Missouri. Ortnamnet sägs härstamma från franskans "aux arcs" och syfta på flodkrökar.